# 索特维尔莱鲁昂
索特维尔莱鲁昂（法語：Sotteville-lès-Rouen，法語發音：[sɔtvil lɛ ʁwɑ̃]，意为“鲁昂附近的索特维尔”）是法国滨海塞纳省的一个市镇，属于鲁昂区。

## 地理
索特维尔莱鲁昂（49°24'31"N, 1°5'21"E）面积7.44 平方千米，位于法国诺曼底大区滨海塞纳省，该省份为法国北部沿海省份，其西部及北部濒大西洋英吉利海峡，东起顺时针与索姆省、瓦兹省、厄尔省和卡爾瓦多斯省接壤。
与索特维尔莱鲁昂接壤的市镇（或旧市镇、城区）包括：鲁昂、昂夫勒维尔拉米瓦、邦瑟库尔、大克维伊、小克维伊、圣艾蒂安迪鲁夫赖。

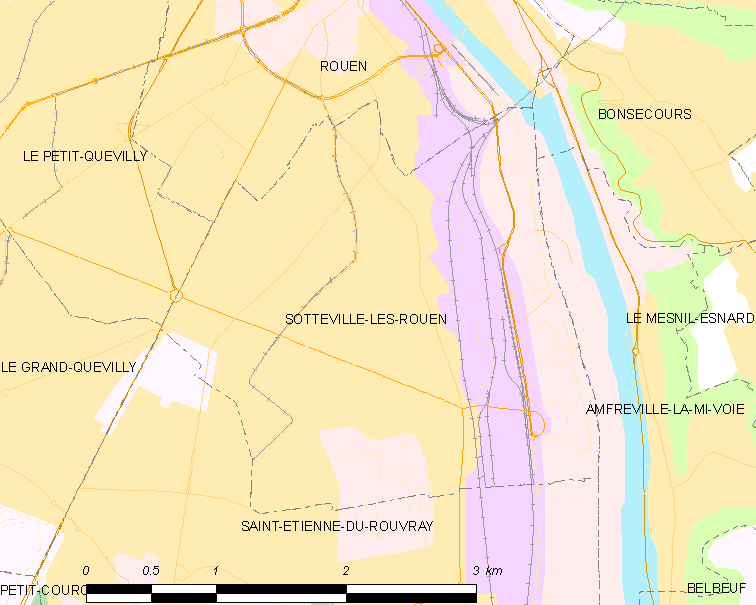
索特维尔莱鲁昂的OSM定位图

索特维尔莱鲁昂的时区为UTC+01:00、UTC+02:00（夏令时）。

## 行政
索特维尔莱鲁昂的邮政编码为76300，INSEE市镇编码为76681。

## 政治
索特维尔莱鲁昂所属的省级选区为小克维伊县、索特维尔莱鲁昂县。

## 人口

1962-2008年间索特维尔莱鲁昂人口变化图示

索特维尔莱鲁昂于2022年1月1日时的人口数量为29039人。